# مقاطعات وأقاليم ما وراء البحار الفرنسية

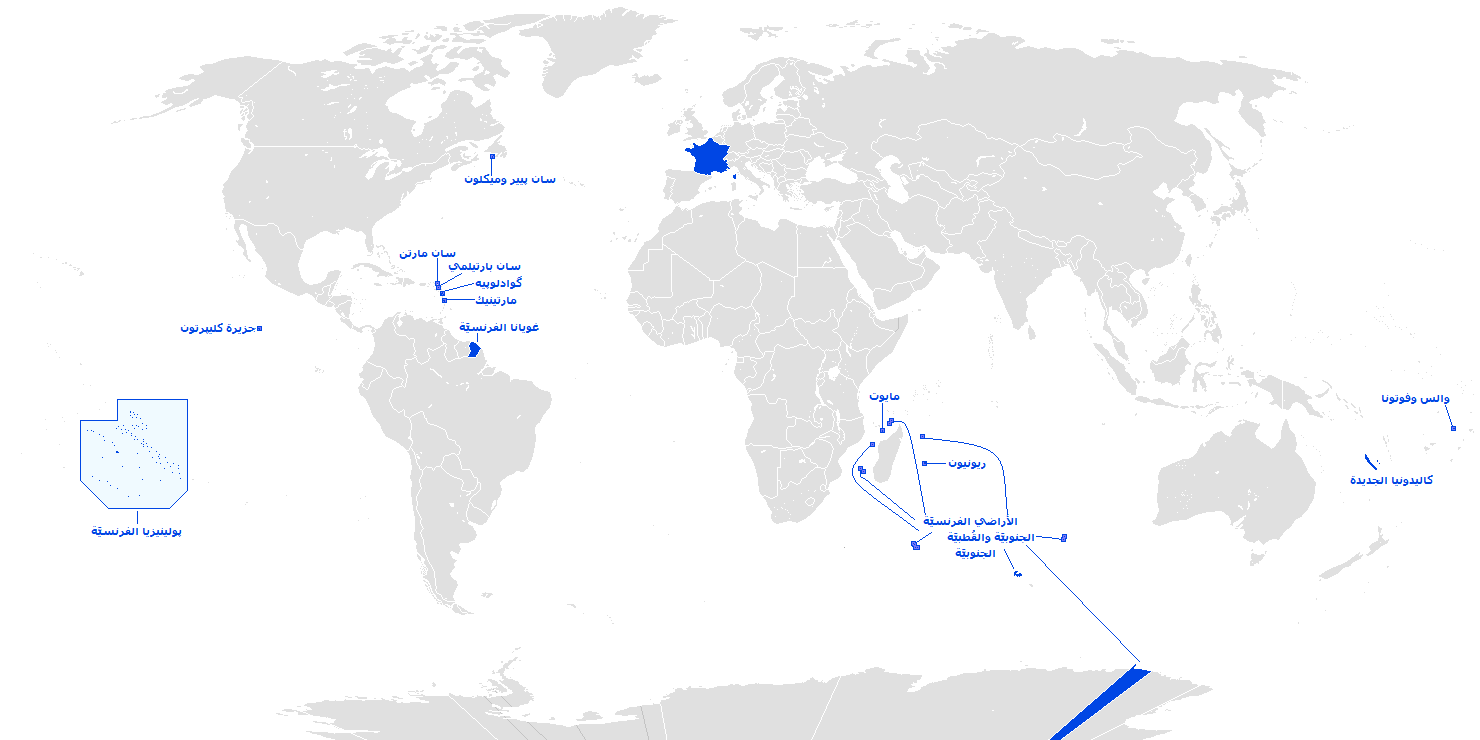
المقاطعات والأقاليم ما وراء البحار الفرنسية

إدارات وأقاليم ما وراء البحار الفرنسية (بالفرنسية: départements d'outre-mer and territoires d'outre-mer أو DOM-TOM) هي مجموعة من الأقاليم المختلفة تحت الإدارة الفرنسية خارج القارة الأوروبية. وتختلف هذه الأقاليم أو تجمعات سكانية من حيث النظام القضائي ودرجة الحكم الذاتي فيها، بينما جميعها تشترك بوجود ممثلين لها في البرلمان الفرنسي (ما عدا المناطق التي لا يوجد بها سكان دائمون) ولها الحق في اختيار مرشحي البرلمان الأوروبي. تشمل الإدارات والأقاليم ما وراء البحار الفرنسية على جزر في المحيط الأطلسي والهادي والهندي، وأقليم في شاطئ أمريكا الجنوبية، كما تشمل على جزء من أنتاركتيكا وبعض الجزر المحيطة بها. يبلغ سكان هذه المناطق حوالي 2,624,505 في يناير 2009.
تختلف الأقاليم والإدارات من وجهة النظر القانونية والإدارية، فتطبق أحكام الدستور والقوانين الفرنسية (القانون المدني، قانون العقوبات، والقانون الإداري، والقوانين الاجتماعية، وقوانين الضرائب) في الإدارات (بالإنجليزية: Department) كما هو الحال في البر الفرنسي الرئيسى، ومع ذلك يمكن تكييف بعض القوانين والأنظمة المحددة وضع الإدارات الخاص. أما في الأقاليم ما وراء البحار الفرنسية (بالإنجليزية: Territories) فالمبدأ هو عكس ذلك، حيث تحكم تلك الأراضي قوانين الحكم الذاتي التي تسمح لها وضع قوانينها الخاصة بها مع وجود استثناءات في مجالات محددة (مثل الدفاع، والعلاقات الدولية والتجارة الدولية، والعملة، والمحاكم والقانون الإداري) على النحو المنصوص عليه في النظام الأساسي للحكم الذاتي.

## قائمة بالأقاليم الفرنسية ما وراء البحار

### أقاليم مأهولة
| العلم             | الاسم              | العاصمة      | السكان               | مساحة الأرض (كم2) | الوضع                                 | الموقع                  | ملاحظات |
| ----------------- | ------------------ | ------------ | -------------------- | ----------------- | ------------------------------------- | ----------------------- | --- |
|                   | غويانا الفرنسية    | كايين        | 221,500 (يناير 2008) | 83,534 أو 91,000  | إدارة ما وراء البحار \ إقليم          | أمريكا الجنوبية         | |
|                   | بولينزيا الفرنسية  | بابيتي       | 259,596 (أغسطس 2007) | 4,167             | تجمعات ما وراء البحار                 | جنوب المحيط الهادئ      | |
|                   | غوادلوب            | باس-تير      | 405,500 (يناير 2008) | 1,628             | إدارة ما وراء البحار \ إقليم          | جزر الأنتيل             | |
|                   | مارتينيك           | فور دو فرانس | 402,000 (يناير 2008) | 1,128             | إدارة ما وراء البحار \ إقليم          | جزر الأنتيل             | |
|                   | مايوت              | مامودزو      | 186,452 (يوليو 2007) | 374               | إدارة ما وراء البحار \ إقليم          | أفريقيا (قناة موزمبيق)  | صوتت للحصول على وضع مقاطعة ما وراء البحار في 29 مارس 2009 وسيبدأ سريان القرار في عام 2011. كما تطالب بها جزر القمر |
| كاليدونيا الجديدة | كاليدونيا الجديدة  | نوميا        | 244,410 (يناير 2008) | 18,575            | تجمعات فريدة Sui generis collectivity | جنوب المحيط الهادي      | إعادة تعديل وضعها كي تحصل على الاستقلال في الفترة بين 2014 و 2019.                                                 |
|                   | ريونيون            | سان ديني     | 802,000 (يناير 2008) | 2,512             | إدارة ما وراء البحار \ إقليم          | أفريقيا (المحيط الهندي) | |
|                   | سان بارتليمي       | غوستافيا     | 8,450 (يناير 2007)   | 21                | تجمعات ما وراء البحار                 | جزر الأنتيل             | انفصلت عن غوادلوب في 22 فبراير 2007.                                                                               |
|                   | سان مارتن الفرنسية | ماريغو       | 35,263 (يناير 2006)  | 53                | تجمعات ما وراء البحار                 | جزر الأنتيل             | انفصلت عن غوادلوب في 22 فبراير 2007.                                                                               |
|                   | سان بيار وميكلون   | سان بيار     | 6,125 (يناير 2006)   | 242               | تجمعات ما وراء البحار                 | جنوب شرق كندا           | |
|                   | والس وفوتونا       | ماتا-أوتو    | 13,484 (يوليو 2008)  | 274               | تجمعات ما وراء البحار                 | جنوب المحيط الهادي      | |

| ملخص عام                                   | ملخص عام            | ملخص عام          |
| الوضع                                      | السكان (يناير 2009) | مساحة الأرض (كم2) |
| ------------------------------------------ | ------------------- | ----------------- |
| إدارات ما وراء البحار ( تعادل إقليم حضري ) | 1,854,505           | 91,847            |
| تجمعات ما وراء البحار وكاليدونيا الجديدة   | 770,000             | 23,632            |
| المجموع                                    | 2,624,505           | 120,049           |

### أراضي غير مأهولة
الأراضي عادة غير مأهولة إلا في حالات البحث العلمي عندما يقوم علماء بزيارتها.
| العلم                          | الاسم                                                                             | المقاطعة                                                             | الجزر المنتشرة                  | العاصمة                                    | المساحة (كم2) | الوضع                                                   | الموقع                  | ملاحظات                           |
| ------------------------------ | --------------------------------------------------------------------------------- | -------------------------------------------------------------------- | ------------------------------- | ------------------------------------------ | ------------- | ------------------------------------------------------- | ----------------------- | --------------------------------- |
| فرنسا                          | جزيرة كليبرتون Clipperton                                                         | -                                                                    | -                               | -                                          | 2             | ولاية فرنسية ملكية عقارية خاصة                          | غرب المكسيك             |                                   |
| أراض فرنسية جنوبية وأنتارتيكية | إقليم الأراضي الجنوبية والأنتارتيكية الفرنسية French Southern and Antarctic Lands | جزر كروزيه Crozet Islands                                            | -                               | ألفريد فور Alfred Faure                    | 340           | مقاطعة في إقليم الأراضي الجنوبية والأنتارتيكية الفرنسية | جنوب المحيط الهندي      |                                   |
| أراض فرنسية جنوبية وأنتارتيكية | إقليم الأراضي الجنوبية والأنتارتيكية الفرنسية French Southern and Antarctic Lands | جزر كيرغولين Kerguelen Islands                                       | -                               | بورت أو فرانسيه Port-aux-Français          | 7,215         | مقاطعة في إقليم الأراضي الجنوبية والأنتارتيكية الفرنسية | جنوب المحيط الهندي      |                                   |
| أراض فرنسية جنوبية وأنتارتيكية | إقليم الأراضي الجنوبية والأنتارتيكية الفرنسية French Southern and Antarctic Lands | جزيرة سان بول وجزيرة أمستردام Saint-Paul Island and Amsterdam Island | -                               | مارتن دي فيفيس Martin-de-Viviès            | 66            | مقاطعة في إقليم الأراضي الجنوبية والأنتارتيكية الفرنسية | المحيط الهندي           |                                   |
| أراض فرنسية جنوبية وأنتارتيكية | إقليم الأراضي الجنوبية والأنتارتيكية الفرنسية French Southern and Antarctic Lands | أديلي لاند Adélie Land                                               | -                               | محطة دومون دورفيل Dumont d'Urville Station | 432,000       | مقاطعة في إقليم الأراضي الجنوبية والأنتارتيكية الفرنسية | القارة القطبية الجنوبية | تحت شروط نظام معاهدة أنتارتيكا    |
| أراض فرنسية جنوبية وأنتارتيكية | إقليم الأراضي الجنوبية والأنتارتيكية الفرنسية French Southern and Antarctic Lands | جزر منتشرة في المحيط الهندي Scattered Islands in the Indian Ocean    | بانك دو جيسير Banc du Geyser    | -                                          | 0             | مقاطعة في إقليم الأراضي الجنوبية والأنتارتيكية الفرنسية | أفريقيا (قناة موزمبيق)  | تطالب بها جزر القمر ومدغشقر       |
| أراض فرنسية جنوبية وأنتارتيكية | إقليم الأراضي الجنوبية والأنتارتيكية الفرنسية French Southern and Antarctic Lands | جزر منتشرة في المحيط الهندي Scattered Islands in the Indian Ocean    | باساس الهندية Bassas da India   | -                                          | 1             | مقاطعة في إقليم الأراضي الجنوبية والأنتارتيكية الفرنسية | أفريقيا (قناة موزمبيق)  | تطالب بها مدغشقر                  |
| أراض فرنسية جنوبية وأنتارتيكية | إقليم الأراضي الجنوبية والأنتارتيكية الفرنسية French Southern and Antarctic Lands | جزر منتشرة في المحيط الهندي Scattered Islands in the Indian Ocean    | جزيرة يوروبا Europa Island      | -                                          | 30            | مقاطعة في إقليم الأراضي الجنوبية والأنتارتيكية الفرنسية | أفريقيا (قناة موزمبيق)  | تطالب بها مدغشقر                  |
| أراض فرنسية جنوبية وأنتارتيكية | إقليم الأراضي الجنوبية والأنتارتيكية الفرنسية French Southern and Antarctic Lands | جزر منتشرة في المحيط الهندي Scattered Islands in the Indian Ocean    | جزر غلوريوسو Glorioso Islands   | -                                          | 7             | مقاطعة في إقليم الأراضي الجنوبية والأنتارتيكية الفرنسية | المحيط الهندي           | تطالب بها جزر القمر ومدغشقر وسيشل |
| أراض فرنسية جنوبية وأنتارتيكية | إقليم الأراضي الجنوبية والأنتارتيكية الفرنسية French Southern and Antarctic Lands | جزر منتشرة في المحيط الهندي Scattered Islands in the Indian Ocean    | جزيرة جوان دي نوفا Juan de Nova | -                                          | 5             | مقاطعة في إقليم الأراضي الجنوبية والأنتارتيكية الفرنسية | أفريقيا (قناة موزمبيق)  | تطالب بها مدغشقر                  |
| أراض فرنسية جنوبية وأنتارتيكية | إقليم الأراضي الجنوبية والأنتارتيكية الفرنسية French Southern and Antarctic Lands | جزر منتشرة في المحيط الهندي Scattered Islands in the Indian Ocean    | جزيرة تروملين Tromelin Island   | -                                          | 1             | مقاطعة في إقليم الأراضي الجنوبية والأنتارتيكية الفرنسية | المحيط الهندي           | تطالب بها موريشيوس                |